# Ernst Rambow
Ernst Rambow (* 8. April 1887 in Pampow; † 12. November 1945 in Berlin) war ein deutscher KPD-Funktionär und Widerstandskämpfer gegen den Nationalsozialismus, der ab 1940 als Spitzel für die Gestapo arbeitete.

## Leben
Rambow wurde wie sein Vater Schuhmacher. Nach der Teilnahme am Ersten Weltkrieg trat er 1919 in die USPD ein und wechselte im Jahr darauf zur KPD, bei der er in der Folgezeit auch als Organisationsleiter, Kassierer und Abwehrleiter tätig wurde. Seinen Lebensunterhalt bestritt er bis 1927 als Beschäftigter im Kaufhaus Wertheim, bei der AEG, bei der Straßenbahn und in einer Schuhfabrik. Danach war er als Parteifunktionär beim Zentralkomitee der KPD, beim AM-Apparat (KPD-Nachrichtendienst) unter Hans Kippenberger und bei der Nachrichtenabteilung der Partei in Berlin beschäftigt. Nach einer Phase der Arbeitslosigkeit arbeitete er offiziell ab 1931 für die sowjetische Handelsvertretung. Da er die Betriebsräte-Politik der KPD ablehnte, legte er seine Parteifunktionen schließlich nieder.
Im Zuge der „Machtergreifung“ durch die Nationalsozialisten wurde er Ende Februar 1933 als sogenannter Schutzhäftling in das KZ Sonnenburg eingewiesen, aus dem er im Sommer 1933 wieder entlassen wurde. Danach betätigte er sich unter Paul Bertz in Hamburg am Widerstand gegen den Nationalsozialismus und wurde Ende 1933 in Altona festgenommen. In der Folge wurde er zu einer sechsjährigen Zuchthausstrafe verurteilt und 1940 aus dem Zuchthaus in Bremen entlassen. Danach arbeitete er in seinem erlernten Beruf in Berlin-Lichtenberg, wo er von der Gestapo als Spitzel angeworben wurde. Es gelang ihm, u. a. Anton Saefkow, dessen Vertrauen er im Januar 1944 aufgrund seiner ehemaligen Widerstandstätigkeit hatte, an die Gestapo zu verraten. Über den ihm bekannten Saefkow war es Rambow gelungen, in der Operativen Leitung der KPD in Deutschland mitzuwirken und somit umfangreichen Einblick in diese Organisation zu erhalten.
Rambow verriet unter anderem auch die Widerstandskämpfer Adolf Reichwein und Julius Leber an die Gestapo. Die beiden hatten sich am 22. Juni 1944 mit der Operativen Leitung der KPD in Deutschland getroffen und wurden auf dem Weg zu einem weiteren Treffen zusammen mit weiteren Mitgliedern der Operativen Leitung der KPD von der Gestapo verhaftet, nach einem Schauprozess vor dem Volksgerichtshof zum Tode verurteilt und hingerichtet. Rambows unmittelbarer Schuldanteil ist umstritten und wird bisweilen überschätzt. Regina Scheer verwies darauf, dass auch noch andere V-Leute im Einsatz waren. Rambow selbst gab lediglich den Verrat von 11 Personen zu. 
Saefkow und Jacob hatten nach ihrer Festnahme Parteigenossen unter den Mithäftlingen vor Rambow gewarnt, was im September 1944 auch nach außen drang. Rambow hatte von der Gestapo eine Pistole erhalten und war für seine Spitzeldienste in der ersten Jahreshälfte 1944 mit 5.800 RM entlohnt worden.
Nach der Schlacht um Berlin und Befreiung vom Nationalsozialismus fand Rambow noch im Mai 1945 Beschäftigung beim Amtsgericht Charlottenburg. Des Weiteren wurde er wieder Mitglied der KPD und bemühte sich am 4. Juli 1945 um Anerkennung als Opfer des Faschismus. Als Spitzel der Gestapo enttarnt, wurde Rambow Ende Juli 1945 verhaftet und am 25. September 1945 durch ein sowjetisches Militärgericht zum Tode verurteilt. Nachdem sein Gnadengesuch am 29. Oktober 1945 abgelehnt worden war, wurde das Urteil am 12. November 1945 durch Erschießen vollstreckt.